# Словенизам
Словенизми или славицизми су речи и изрази (лексички, граматички, фонетски итд) позајмљени или изведени из словенских језика.

## Историја

### Јужни језици
Већина језика бившег Совјетског Савеза и неких суседних земаља (на пример, монголски) је под значајним утицајем руског, посебно у речнику. Румунски, албански и мађарски језици показују утицај суседних словенских народа, посебно у речнику који се односи на градски живот, пољопривреду, занатство и трговину, главне културне иновације у временима ограничених дуготрајних културних контаката. У сваком од ових језика словенске лексичке позајмљенице представљају најмање 15% укупног речника. Међутим, румунски има много мањи утицај од словенског него албански или мађарски. Ово је потенцијално зато што су словенска племена прелазила и делимично насељавала територије које су насељавали стари Илири и Власи на свом путу ка Балкану.

### Германски језици
Макс Фасмер, специјалиста за словенску етимологију, тврдио је да није било словенских позајмица у протогерманском језику. Међутим, постоје изоловане словенске позајмице (углавном новије) на друге германске језике. На пример, реч за "границу" (у модерном немачком Grenze, холандски grens) је позајмљено из заједничкословенске границе. Међутим, у источној Немачкој постоји много немачких имена места западнословенског порекла, посебно Померн, Шверин, Рошток, Либек, Берлин, Лајпциг и Дрезден. Енглески изводи кварк (врста сира и субатомске честице) од немачког Quark, што је заузврат изведено из словенског тварог, што значи "скута". Многа немачка презимена, посебно у источној Немачкој и Аустрији, словенског су порекла.
Скандинавски језици укључују речи као што су torv/torg (тржница) из tъrgъ (trŭgŭ) или пољски targ,  humle (хмељ),  reje/reke/räka (шкампи, шкампи),  и, преко средњег доњег немачког, tolk (тумач) из старословенског tlŭkŭ,  и pram/pråm (шлеп) из западнословенског pramŭ. 

### Уралски језици
Постоји велики број позајмљених словенских речи у финским језицима, вероватно већ у протофинском.  Многе позајмљенице су добиле финизовани облик, па је тешко рећи да ли је таква реч изворно финска или словенска. 
До данас се у мађарском језику налази огроман број славизама (угрофинског порекла). То је због чињенице да се мађарски језик у великој мери формирао на бази словенског супстрата некадашње Кнежевине Паноније.

### Други
Чешка реч робот се сада налази у већини језика широм света, а реч пиштољ, вероватно такође из чешког,  налази се у многим европским језицима.
Позната словенска реч у скоро свим европским језицима је вотка, позајмљеница из руске водка (vodka), која је и сама позајмљена из пољског wódka (лит. „мала вода“), од заједничког словенског вода („вода“, сродна енглеској речи) са деминутивним завршетком „-ка“.   Захваљујући средњовековној трговини крзном са северном Русијом, паневропски зајмови из Русије укључују познате речи као што је самур.  Енглеска реч „вампир“ је позајмљена (можда преко француског vampire) из немачког Vampir, пак изведено од српске речи вампир, настављајући прасловенско *ǫpyrь,   иако је пољски научник К. Стаховски тврдио да је порекло речи ранословенско *vąpěrь, које сеже до турског oobyr.  Неколико европских језика, укључујући енглески, позајмило је реч поље (што значи "велика, равна равница") директно из бивших југословенских језика (тј. словеначки, хрватски и српски). Током процвата СССР- а у 20. веку, много више руских речи постало је познато широм света: да, совјетски, спутњик, перестројка, гласност, колхоз итд. Још једна позајмљеница из руског је самовар (дословно "самокување").

## Унутар словенског простора
У оквиру словенских језика примећују се и позајмљенице из једног словенског језика у други, на пример, средњовековни полонизми и русизми у књижевним украјинским и белоруским језицима.
Након крштења Пољске на пољски језик је утицао чешки који су донели мисионари из Краљевине Чешке. 
Чешки „будитељи“ (чешки: buditelé) и словеначки лингвисти с краја 19. века такође су се окренули руском језику како би поново славили своје поново настале језике и очистили их од страног језика. То је углавном било због наметања немачког језика словенским државама.